# Tomasz Wałdoch
Tomasz Wojciech Wałdoch, född den 10 maj 1971 i Gdańsk, Polen, är en polsk fotbollsspelare som tog OS-silver i fotbollsturneringen vid de olympiska sommarspelen 1992 i Barcelona.